# This Modern Age
This Modern Age (bra: Neste Século XX) é um filme pre-Code estadunidense de 1931, do gênero drama romântico, dirigido por Nick Grinde, estrelado por Joan Crawford, e co-estrelado por Pauline Frederick, Neil Hamilton e Monroe Owsley. O roteiro de Sylvia Thalberg e Frank Butler foi baseado no conto "Girls Together" (1931), de Mildred Cram.

## Sinopse
Valentine "Val" Winters (Joan Crawford) é filha de pais divorciados e não vê sua sofisticada mãe, Diane (Pauline Frederick), há anos. Então, ela viaja a Paris para reencontrá-la e descobre que Diane anda vivendo como amante de André de Graignon (Albert Conti). Ainda na cidade francesa, Valentine conhece o alcoólatra e trambiqueiro Tony (Monroe Owsley), que pertence ao mesmo círculo social de Diane. Quando a moça e Tony se envolvem em um acidente de carro, eles são resgatados de seu carro capotado pelo jogador de futebol americano Bob Blake, Jr. (Neil Hamilton), e os dois se apaixonam. Com o afeto entre os dois crescendo cada vez mais, Bob convida seus pais para conhecer sua amada, mas tudo dá errado quando nenhum dos dois aprovam as amizades turbulentas de Val nem a forma como Diane e André estão vivendo suas vidas.

## Elenco
- Joan Crawford como Valentine "Val" Winters
- Pauline Frederick como Diane Winters
- Neil Hamilton como Bob Blake
- Monroe Owsley como Tony Girard
- Hobart Bosworth como Sr. Robert Blake, Sr.
- Emma Dunn como Sra. Margaret Blake
- Albert Conti como André de Graignon
- Adrienne D'Ambricourt como Marie, a governanta
- Marcelle Corday como Alyce, a empregada

## Produção
O filme foi baseado no conto "Girls Together" (1931), de Mildred Cram, e segue a história de uma socialite decidindo entre os pecados sociais de sua mãe e uma vida confortável nos braços de um pretendente rico.
O filme também é notável por ter Crawford interpretando uma mulher loira. De acordo com o livro "The Films of Joan Crawford" (1968), de Lawrence J. Quirk, ela "usou o cabelo dessa cor porque a atriz que originalmente faria o papel de sua mãe, Marjorie Rambeau (que havia aparecido anteriormente com ela em Laughing Sinners), era loira. Quando Rambeau adoeceu, o papel foi reformulado para uma atriz de cabelos escuros, Pauline Frederick, a quem Joan admirava muito. As cenas de Joan já haviam sido filmadas e a diferença na cor do cabelo não era motivo suficiente para refilmar tudo. Além disso, não havia razão para que uma mãe morena não pudesse ter uma filha loira – ou talvez ela só gostasse de água oxigenada".

## Recepção
Mordaunt Hall, em sua crítica para o The New York Times, comentou: "O filme desliza alegremente na maior parte do tempo, mas de vez em quando tem seus momentos de folga ... Nicholas Grinde, [o diretor] fez um trabalho esplêndido em sua comédia, mas seus interlúdios sérios poderiam ter sido tratados de maneira mais eficaz". Outro crítico do The New York Times escreveu sobre Crawford: "Ela dá uma interpretação melhor aqui do que em qualquer um de seus filmes falados anteriores ... ela consegue ser bastante convincente em momentos alegres e sérios".

### Bilheteria
De acordo com os registros da Metro-Goldwyn-Mayer, o filme arrecadou US$ 708.000 nacionalmente e US$ 183.000 no exterior, totalizando US$ 891.000 mundialmente. O retorno lucrativo da produção foi de US$ 218.000.